# 徳島県道181号川内埠頭線
徳島県道181号川内埠頭線（とくしまけんどう181ごう かわうちふとうせん）は、徳島県徳島市を通る一般県道である。

## 概要
県道の周りには工場が多く立ち並ぶので、工場に行き帰りするトラックが多く通り、工場終業時には車が多くなるので渋滞に注意する必要がある。

### 路線データ
- 起点：徳島市川内町加賀須野（今切港・川内埠頭、徳島県道401号鳴門徳島自転車道線交点）
- 終点：徳島市川内町平石夷野（国道11号交点）
- 距離：0.779 km[1]

## 歴史
- 1973年（昭和48年）6月29日 - 認定。

## 地理

### 通過する自治体
- 徳島市

### 交差する道路
| 交差する道路                                                   | 交差する場所   | 交差する場所 |
| -------------------------------------------------------------- | -------------- | ------------ |
| 徳島県道401号鳴門徳島自転車道線 / 鳴門・徳島サイクリングロード | 川内町加賀須野 | 起点         |
| 国道11号 / 吉野川バイパス 国道28号 重複                        | 平石夷野       | 終点         |

### 沿線
- 今切川
- 製薬工業団地